# فرقة داستان
فرقة داستان هي فرقة موسيقية كلاسيكية من إيران. تأسست هذه الفرقة في عام 1991 على يد عازف التار حميد متباسم، وقد قامت بحفلات موسيقية حول العالم.
أُسست الفرقة من قبل حميد متباسم ومرتضى عيان ومحمد علي كياني نجاد وكيهان كالهور وأردشير كامكار.
يضم فريق الأعضاء الرئيسيين منذ عام 2000 كلًا من: سعيد فرجبوري، حسين بهروزي نيا، بيجمان حدادي، وبهنام سماني.
ساهمَ العديد من الفنانين الإيرانيين في التسجيلات و الحفلات، مثل باريسا وهمايون شاجاريان وسيما بينا وإيراج بسطامي وبيجان كامكار وشهرام نظري.
في عام 2003، نالوا تقديرًا عالميًا بفوزهم بجائزة Prix du disque المرموقة، التي تمنحها أكاديمية تشارلز كروس الفرنسية، وذلك عن ألبومهم شوريده ضمن فئة الموسيقى العالمية.

## الأعضاء
- حسين بهروزينيا (بربات)
- حميد معتباسم (قطر وستار)
- بجمان حدادي (إيقاع)
- سعيد فرجبوري (كمنجه)
- بهنام ساماني (إيقاع)

## الأعضاء السابقين
- سيما بينا.
- شهرام ناظري.
- إيراج بسطامي.
- كيهان كلهور.
- همايون شجريان.
- باريسا.
- سالار أغيلي.
- بويا ساراي (سانتور).
- صادق طريف.
- مهدية محمدخاني.
- أرجانغ عطا اللهي.

## الروابط الخارجية
- الموقع الرسمي
- صور من حفل فرقة داستان في كاليفورنيا ، بي بي سي